# Holy Invasion Of Privacy, Badman! What Did I Do To Deserve This?
Holy Invasion of Privacy, Badman! What Did I Do to Deserve This? (勇者のくせになまいきだ。?, Yūsha no Kuse ni Namaiki da) è un videogioco strategico in tempo reale sviluppato da Acquire e pubblicato nel 2007 da Sony Computer Entertainment per PlayStation Portable.

## Modalità di gioco
Paragonato a Dig Dug con elementi di un dungeon crawler, il videogioco presenta due modalità di gioco.